# Dolmen de Coutignargues
Le dolmen de Coutignargues, aussi appelé grotte de Coutignargues ou dolmen de Saint-Contignarde est une dolmen situé à Fontvieille,  dans le département français des Bouches-du-Rhône.

## Historique
Le site fut fouillé en 1876 par Cazalis de Fondouce, Huart et Nicolas, sans résultat. Les Frères des Écoles Chrétiennes d'Arles y entreprennent de nouvelles fouilles en 1889-1990. L'édifice est classé au titre des monuments historiques en 1894. En 1972, Gérard Sauzade y effectue de nouvelles recherches.

## Description
Cazalis de Fondouce avait classé le monument parmi les allées couvertes, mais il s'agit d'un dolmen à chambre allongée et couloir court, le dolmen de Coutignargues en constituant l'archétype : une chambre longue de plan trapézoïdal construite dans une fosse, avec un couloir d'entrée en pente douce, et des murs latéraux en pierres sèches disposé en « piles d'assiettes »,. 
Au cas particulier, le dolmen a été bâti dans une fosse de 8,90 m de long sur 3,70 m de large et 1,20 m de profondeur. La chambre mesure 7,60 m de long sur 1,20 m de largeur au chevet et 2,30 m près de l'entrée pour une hauteur probable de 1,90 m. Elle est précédée d'un couloir en pente de 3 m de long sur 1,40 m de large. La chambre est délimitée par une dalle de chevet et des murets en pierres sèches élevés en encorbellement et le sol est dallé de galets. L'ensemble est inclus dans un tumulus de forme ovale (17,40 m sur 10,80 m).

## Matériel archéologique
Le matériel archéologique découvert par Sauzade comprend une grande lame en silex rubané, un poignard, des armatures de flèche, des perles (olivaires en serpentine, en callaïs, en vertèbre de poisson), des pendeloques en cristal de roche, un poinçon en os de lapin et sept pics en galet de quartzite.